# Peter Ficker (Segler)
Peter Ficker (* 8. Juni 1951 in São Paulo) ist ein ehemaliger brasilianischer Segler.

## Erfolge
Peter Ficker nahm an zwei Olympischen Spielen teil. Bei seinem Olympiadebüt 1972 in München belegte er im Tempest den siebten Platz und wechselte anschließend in die Bootsklasse Flying Dutchman. Bei den Olympischen Spielen 1976 in Montreal ging Ficker mit Reinaldo Conrad an den Start und gewann mit diesem die Bronzemedaille, als sie mit 52,1 Punkten hinter dem deutschen und dem britischen Boot den dritten Platz erreichten.